# Paradelphomyia fuscula
Paradelphomyia fuscula là một loài ruồi trong họ Limoniidae. Chúng phân bố ở miền Cổ bắc.